# Buissard
Buissard – miejscowość i gmina we Francji, w regionie Prowansja-Alpy-Lazurowe Wybrzeże, w departamencie Alpy Wysokie.

## Demografia
Według danych na rok 1990 gminę zamieszkiwało 100 osób, a gęstość zaludnienia wynosiła 34 osoby/km². W styczniu 2015 r. Buissard zamieszkiwały 193 osoby, przy gęstości zaludnienia wynoszącej 66,1 osób/km².